# Djamel Bensalah
Pour les articles homonymes, voir Bensalah.
Djamel Bensalah, né le 7 avril 1976 à Saint-Denis en Seine-Saint-Denis, est un producteur de cinéma et scénariste franco-algérien.

## Biographie
Djamel Bensalah est élève au collège Henri Barbusse et au lycée Paul-Éluard à Saint-Denis. Il suit des études à l'université de Vincennes-saint Denis en sociologie option anthropologie.
En 1996, il réalise son premier court-métrage Y'a du foutage de gueule dans l'air. En 1999, il réalise son premier  film Le Ciel, les Oiseaux et... ta mère ! avec Jamel Debbouze, Lorànt Deutsch, Julien Courbey, et Stéphane Soo Mongo.
Il réalise les clips de campagne de François Hollande, candidat du PS à l'élection présidentielle française de 2012.
En décembre 2018, il ouvre le cinéma 7 Batignolles, 25 allée Colette-Heilbronner, en face du Tribunal de Paris.

## Filmographie

### En tant que réalisateur et scénariste
- 1996 : Y a du foutage de gueule dans l'air Court métrage de 19 min
- 1999 : Le Ciel, les Oiseaux et... ta mère !
- 2002 : Le Raid (également coproducteur et producteur exécutif)
- 2005 : Il était une fois dans l'Oued (également coproducteur et producteur exécutif)
- 2007 : Big City (également coproducteur)
- 2011 : Beur sur la ville (également producteur et distributeur)

### En tant que producteur
- 2009 : Neuilly sa mère ! (producteur délégué - également coscénariste et dialoguiste)
- 2011 : Beur sur la ville (producteur délégué - également coscénariste)
- 2015 : Un village presque parfait (producteur délégué - également coscénariste)
- 2018 : Neuilly sa mère, sa mère ! (producteur délégué - également coscénariste)

### En tant qu'acteur
- 1994 : L'Eau froide d’Olivier Assayas
- 2008 : Agathe Cléry d’Étienne Chatiliez : Kader, un collaborateur de Quentin
- 2015 : Un village presque parfait de Stéphane Meunier

## Décoration
- Chevalier de l'ordre national du Mérite
- Commandeur de l'ordre des Arts et des Lettres (2015) de plein droit, en tant que membre du conseil de l'ordre des Arts et des Lettres[4],[5] ; chevalier en janvier 2010[6].